# Pseudoclausia
Pseudoclausia é um género botânico pertencente à família Brassicaceae.